# Richard Washington
Richard Washington, né le 15 juillet 1955 à Portland, dans l'Oregon, est un ancien joueur américain de basket-ball. Il évolue aux postes d'ailier fort et de pivot.

## Palmarès
Universitaire
- Champion NCAA en 1975 avec les Bruins d'UCLA.
- Most Outstanding Player du Final Four en 1975.